# Леонов, Игорь Иванович
Игорь Иванович Леонов (укр. Ігор Іванович Леонов; род. 14 сентября 1967, Керчь, Крымская область) — советский и украинский футболист, защитник, полузащитник и нападающий. Мастер спорта СССР (1987). Ныне — футбольный тренер.

## Биография
Воспитанник футбольной школы Керчи. Тренер — В. Демидчик.
В 1984 году начал карьеру в местной футбольной команде «Океан» (Керчь), откуда в скором времени перешёл в симферопольскую «Таврию».
В 1988 году перешёл в донецкий «Шахтёр», куда его пригласил Анатолий Коньков.
По окончании сезона 1991 поехал в Австрию, где защищал цвета клуба «Санкт-Пёльтен» и венского «Флоридсдорфера».
В начале 1993 года вернулся в «Шахтёр», который согласился выплатить неустойку за футболиста.
Весной 1996 года был отдан в аренду в клуб «Кремень», а весной 2000 год — в донецкий «Металлург».
Осенью 2000 года пробовал свои силы во втором по лиге[уточнить] китайском клубе[каком?], но через 15 дней покинул клуб.
В марте 2001 года сыграл 1 матч в составе луганской «Зари».
Позднее выступал в России. Сначала играл за «Волгарь-Газпром», куда попал по протекции Анатолия Заяева. Затем перешёл в «Газовик-Газпром».
Осенью 2001 закончил футбольную карьеру.
После завершения карьеры игрока начал тренерскую работу. Сначала работал селекционером в клубе «Шахтёр» (Донецк). В декабре 2010 года приглашён в тренерский штаб мариупольского «Ильичёвца». С 6 октября 2011 по 29 мая 2012 исполнял обязанности главного тренера клуба.
С мая 2013 года занимал должность координатора детской футбольной академии ФК «Шахтёр» (Донецк).
С января 2019 года — главный тренер клуба «Арсенал-Киев».
С 9 октября по 16 декабря 2021 года — главный тренер клуба «Минай».

## Достижения

### В качестве игрока
«Таврия»
- Победитель чемпионата УССР (2): 1985, 1987
- Серебряный призёр чемпионата УССР: 1986

«Шахтёр» (Донецк)
- Обладатель Кубка Украины (2): 1995, 1997
- Серебряный призёр чемпионата Украины (4): 1994, 1997, 1998, 1999

### В качестве тренера
«Актобе»
- Обладатель Кубка Казахстана: 2024